# مدارة (الطويلة)

تعديل مصدري - تعديل

مدارة هي إحدى قرى عزلة بني الخياط بمديرية الطويلة التابعة لمحافظة المحويت، بلغ تعداد سكانها 256 نسمة حسب تعداد اليمن لعام 2004.